# محمد المری
محمد المری (انگلیسی: Mohammed Al-Marri؛ زادهٔ ۲۰ فوریهٔ ۱۹۹۴) یک ورزشکار است.